# Matilde Bensaúde
Matilde Bensaúde (Lisboa, 1890- ibíd. 1969) fue una científica portuguesa pionera de la investigación biológica. Obtuvo un doctorado en 1918 con la defensa de una tesis muy original sobre la sexualidad de los Basidiomicetes. Era hija de Alfredo Bensaúde (1856-1941), el fundador y primer director del Instituto Superior Técnico de Lisboa, y de su madre Jane Oulman (1862-1938), autora de libros didácticos e infantiles. Concluyó sus estudios medios en Suiza en 1909, e inició los universitarios en Lausana, mas los interrumpió para volver a Portugal, retomándolos en 1913, cuando se matriculó en la Universidad de París; así estudió ciencias naturales, licenciándose en 1916.
Trabajó para su doctorado en el Laboratorio de Botánica de la Escuela Normal Superior de París, bajo la dirección del Prof. Matruchot. Su investigación de doctorando resultó en la defensa de su tesis Recherches sur le cycle évolutif et la sexualité chez les basidiomycètes (Nemours, 1918). Ahí estableció y demostró la noción de heterotalismo en los autobasidiomicetes, la idea más importante para explicar el mecanismo de la sexualidad de los basidiomicetes. Además de su originalidad fue el primer trabajo en genética hecho por una científica. Esa obra tuvo lugar durante la Primera Guerra Mundial, desarrollándose de manera independiente y simultáneamente por el botánico alemán Hans Kniep (1881-1930), aunque publicó sus hallazgos en heterotalismo dos años después de Bensaúde.
Pasó la mayor parte del período entre 1919 y 1923 en los Estados Unidos, para especializarse en fitopatología. Esos estudios se interrumpieron por su ida a las Azores, donde se estableció entre 1923 a 1926. Y en 1928, entró como investigadora del Instituto Rocha Cabral, en Lisboa. En 1931 fue invitada para organizar y dirigir la estructura fitosanitaria del Ministerio de Agricultura de Portugal, donde desarrolló actividades intensas. En 1940, con apenas 50 años, solicitó la rescisión de su contrato en el Ministerio y se retiró. Falleció en 1969.

## Algunas publicaciones
- matilde Bensaúde. 1958. Leis e batatas. Lisboa: [s.n.]
- ---------------------. 1946a. Multiplication et migration du corynabecterium sepedonicum dans les tissus des plantes infectées. [S.l. : s.n.]
- ---------------------. 1946b. Rapport entre la distribuition des bactéries et la flétrissure, dans les plantes parasitées par le corynebacterium sepedonicum. [S.l. : s.n.]
- ---------------------. 1937a. O aguado das laranjeiras e limoeiros. Lisboa : Ministério da Agricultura. Dir. Geral dos Serviços Agrícolas. Repartição de Estudos Informação e Propaganda. 7 pp.
- ---------------------, miguel Neves. 1937b. A formiga argentina : métodos para a combater. Lisboa : Ministério da Agricultura. Dir. Geral dos Serviços Agrícolas. Repartição de Estudos Informação e Propaganda. 25, [2] pp.
- ---------------------. 1935. Campos de batatas imunes estabelecidas em águas frias em 1932 : batatas imunes fornecidas aos lavradores em águas frias em S. Lourenço de 1 de Novembro a 31 de Dezembro de 1932. [S.l.] : Ministério da Economia. DGSA]. 5 f.
- ---------------------. 1931. O escaravelho americano e a verruga negra da batata : dois flagelos contra os quais urge defender o território nacional. Lisboa : Ministério da Agricultura. Serviço de Publicidade Agrícola. 21 pp.

## Honores
Miembro de
- Asociación de la Juventud Israelita-Portuguesa[2]
- 1920, única mujer entre los fundadores de la Sociedad Portuguesa de Biología

### Eponimia
- Rua Matilde Bensaúde, freguesia Fernão Ferro, Setúbal, Lisboa[3]